# トラマドール・アセトアミノフェン

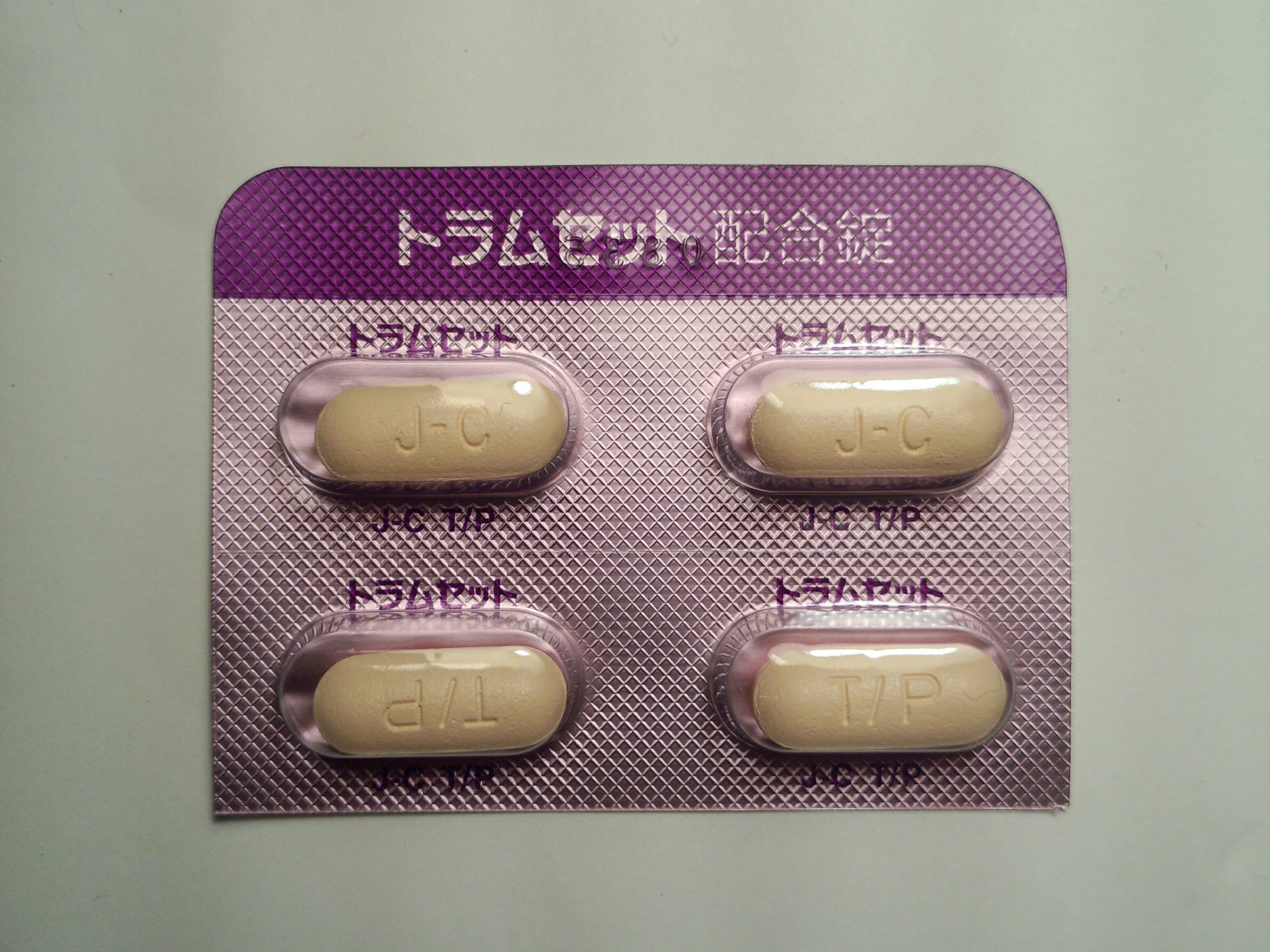
トラムセット配合錠

トラマドール塩酸塩・アセトアミノフェン配合錠（トラマドールえんさんえん・アセトアミノフェンはいごうじょう）とは、弱オピオイド（麻薬系鎮痛薬）のトラマドールと、アセトアミノフェンが配合された鎮痛薬である。
日本ではトラムセット配合錠、後発薬のトアラセット配合錠が市販されている。1錠につきトラマドール37.5mgとアセトアミノフェン325mgを含有する配合錠である。
オピオイドとアニリン系解熱鎮痛薬という、作用機序の異なる鎮痛薬を併用することで、さまざまな痛みに有効性が期待される。
アセトアミノフェンは、非ステロイド性抗炎症薬（NSAIDs）とは異なり、末梢でのシクロオキシゲナーゼ(COX)阻害作用は弱く、主に中枢神経系で鎮痛作用を示すと考えられている。非ピリン系の、抗炎症作用を持たない解熱鎮痛薬である。

## 薬理
NSAIDsと異なり、中枢性に作用する。トラマドールは、μオピオイド受容体への結合作用とセロトニン・ノルアドレナリン再取り込み阻害作用を、アセトアミノフェンはN-メチル-D-アスパラギン酸(NMDA)受容体およびサブスタンスP受容体を介した一酸化窒素(NO)経路の阻害作用を示す。

## 適応
- 非がん性慢性疼痛[3]

国内第III相臨床試験では、腰痛症、変形性膝関節症、関節リウマチ、帯状疱疹後神経痛、糖尿病性神経障害でも、疼痛改善効果を認めた。
その原因となる器質的病変、心理的・社会的要因、依存リスクを含めた包括的な診断を行い、漫然投与を避け、本剤の投与の適否を慎重に判断すること。
- 抜歯後の疼痛[3]

## 医療上の特徴
これまで、オピオイドによる疼痛制御の恩恵を受けられるのは、癌患者に限られていたため、全身性疼痛性疾患といった良性疾患での使用はできなかった。
トラマドール・アセトアミノフェン配合錠（トラムセット配合錠）は、日本ではヤンセンファーマ株式会社が臨床試験を実施し、非オピオイド鎮痛剤で治療困難な、非がん性慢性疼痛及び抜歯後の疼痛に対して、効能・効果をもつ治療剤として、2011年4月、承認を取得した。2017年1月からは持田製薬が販売元となった。2013年8月現在、世界70以上の国と地域で承認されている。

## 副作用
- 悪心・嘔吐
- 便秘
- 傾眠
- めまい

など
| 解析対象症例数        | 599          |
| 副作用発現症例数（%） | 486（81.1%） |
| 副作用発現件数        | 1,694        |

慢性疼痛および抜歯後疼痛を有する患者を対象に実施した、日本の臨床試験における安全性評価対象症例599例中486例（81.1%）に、副作用（臨床検査値異常を含む）が認められた。主なものは、悪心248例（41.4%）、嘔吐157例（26.2%）、傾眠155例（25.9%）、便秘127例（21.2%）、浮動性めまい113例（18.9%）であった（承認時）。
- 眠気、めまい、意識消失が起こることがあるので、自動車の運転等危険を伴う機械の操作に従事しないように注意する。意識消失により自動車事故を起こした例も報告されている[3]。
- 飲酒により薬の作用が増強され、呼吸抑制が起こることがあるため、使用中の飲酒は避ける[3]。

投与に際しては、酸化マグネシウム（瀉下薬）、プロクロルペラジン（制吐薬）が同時に処方される場合が多い。

### 患者選択
慢性疼痛患者において、心理的社会的要因を伴う場合は、これらに対して適切な治療を行う必要がある。
『非がん性慢性［疼］痛に対するオピオイド鎮痛薬処方ガイドライン』（日本ペインクリニック学会編）によると、「明らかな心因性［疼］痛を訴えている患者」「心理的・社会的要因が痛みの訴えに影響している患者」は、オピオイドの非適応症例と明記されているため、これらの鑑別と患者選択は最も重要な項目となる。